# Lista de jogos mais vendidos para Mega Drive

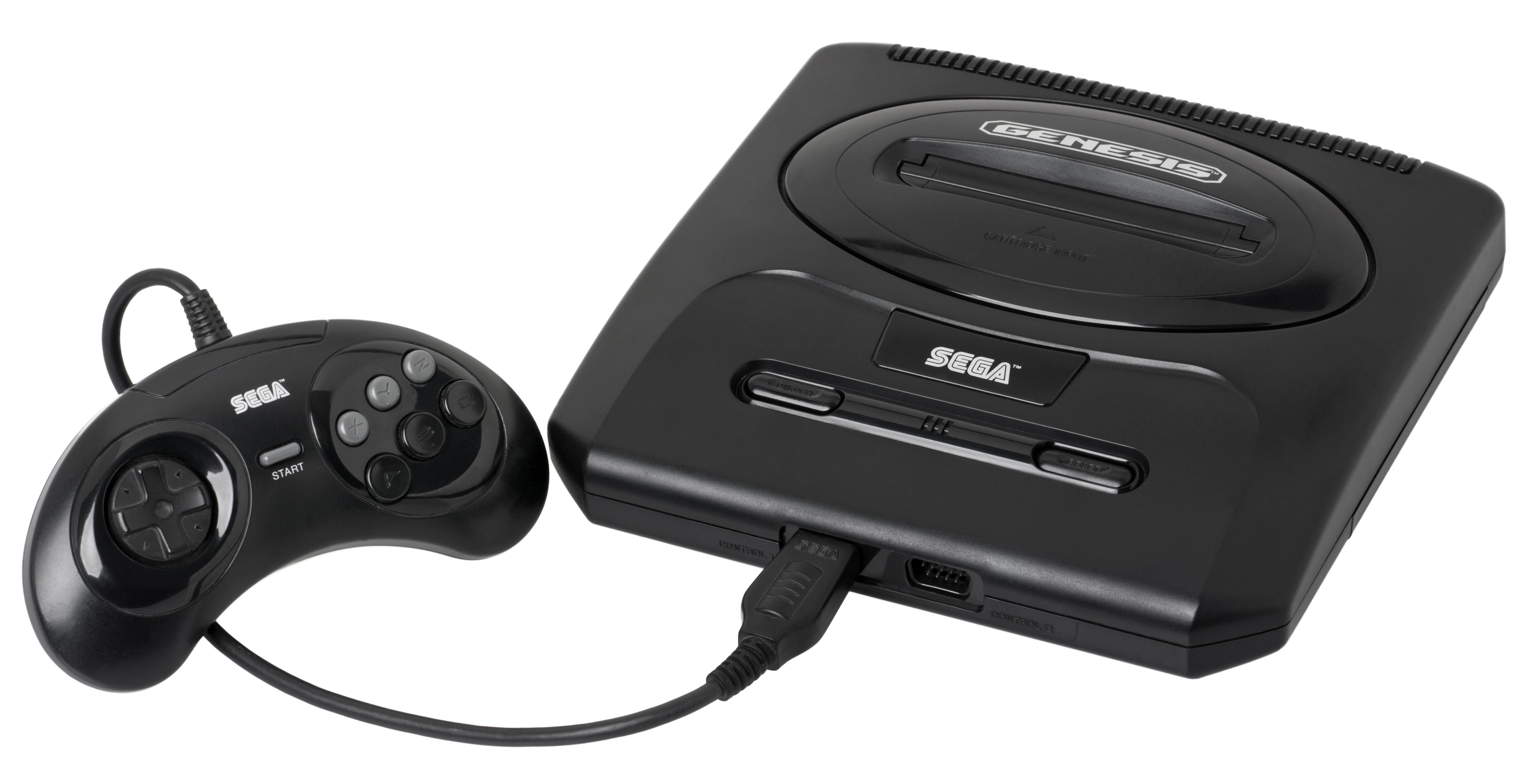
O Mega Drive juntamente com seu controle

Esta é uma lista dos jogos eletrônicos de Mega Drive (conhecido também como Sega Genesis na América do Norte) que venderam ou enviaram pelo menos um milhão de unidades, classificadas em ordem de cópias vendidas. O jogo mais vendido de todos os tempos nesta plataforma é Sonic the Hedgehog, com mais de 15 milhões de unidades vendidas, se tornando também um dos jogos mais vendidos de todos os tempos.

## Lista
| Título                                      | Vendas                                                                                                 |
| ------------------------------------------- | --- |
| Sonic the Hedgehog                          | 15 milhões (fornecido junto com o hardware)                                                            |
| Sonic the Hedgehog 2                        | 6 milhões                                                                                              |
| Disney's Aladdin                            | 4 milhões                                                                                              |
| Sonic the Hedgehog 3 e Sonic & Knuckles     | 4 milhões (Sonic & Knuckles: 1.24 milhões nos Estados Unidos Sonic 3: 1.02 milhões nos Estados Unidos) |
| NBA Jam                                     | Aproximadamente 1.93 milhão de unidades nos Estados Unidos                                             |
| Mortal Kombat II                            | Aproximadamente 1.78 milhão de unidades nos Estados Unidos                                             |
| Street Fighter II: Special Champion Edition | 1.65 milhões                                                                                           |
| Altered Beast                               | Aproximadamente 1.4 milhões nos Estados Unidos                                                         |
| Mortal Kombat 3                             | 1.02 milhões nos Estados Unidos                                                                        |
| Jurassic Park                               | Mais de 1 milhão                                                                                       |
| Ms. Pac-Man                                 | Mais de 1 milhão nos Estados Unidos                                                                    |
| NFL '98                                     | Mais de 1 milhão nos Estados Unidos                                                                    |
| NFL Football '94                            | Mais de 1 milhão                                                                                       |
| Sonic Spinball                              | Mais de 1 milhão                                                                                       |
| X-Men                                       | Mais de 1 milhão                                                                                       |
| Mighty Morphin Power Rangers                | 1 milhão nos Estados Unidos                                                                            |
| Sonic 3D Blast                              | 700.000                                                                                                |